# 宮城県道22号仙台泉線
宮城県道22号仙台泉線（みやぎけんどう22ごう せんだいいずみせん）は、宮城県仙台市青葉区本町から、仙台市泉区将監に至る県道（主要地方道）である。

## 概要
都市計画道路3.3.28元寺小路七北田線を通す。かつて国道4号に指定されていたため、市民から「旧4号」「旧4」とも呼ばれている。
仙台市都心部から北仙台を経由して泉中央地区に至る、仙台市の幹線道路である。
路線の南部では仙台市都心部と北仙台地区とを結び、愛宕上杉通との接続部である昭和町交差点以北では、泉中央地区との間の唯一の主要幹線となる。「仙台市総合道路整備計画」における骨格幹線道路網「3環状12放射状線」の1つ。
勾当台通と定禅寺通との交差点を起点として北進し、通町2丁目交差点（北緯38度16分45.5秒 東経140度52分1.6秒 / 北緯38.279306度 東経140.867111度）の十字路で東に折れる。北仙台地区を横切り、昭和町交差点（北緯38度16分48秒 東経140度52分20.7秒 / 北緯38.28000度 東経140.872417度）の丁字路で北に折れる。すぐにJR仙山線の高架をくぐり、梅田川を梅田橋（北緯38度16分51.3秒 東経140度52分20.9秒 / 北緯38.280917度 東経140.872472度）で渡河して、台原段丘（七北田丘陵の南部）の段丘崖を切り通しで上がり、台原2丁目交差点の手前で標高約60 mで最高部となる（北緯38度17分4.7秒 東経140度52分19.2秒 / 北緯38.284639度 東経140.872000度）。これより北では下りに転じ、旧奥州街道と合流してからは、七北田川の支流である仙台川のさらに支流がつくったV字谷、あるいは、細長い谷底平野を走る。仙台市地下鉄南北線・八乙女駅近くからは七北田川本流がつくった河岸段丘を横切って泉中央へと至る（北緯38度19分20.7秒 東経140度52分58.4秒 / 北緯38.322417度 東経140.882889度）。泉中央の北では、将監の住宅地がある丘陵を将監トンネルで通過して国道4号仙台バイパスに至って終わる。ただし、将監トンネル連絡橋（将監ランプ）も仙台泉線の一部であるため、上りの延長は下りより長い。
都心部と泉中央とを結ぶ唯一の幹線道路であるため渋滞が問題となっている。特に平日のラッシュアワーでは朝が青葉区北根付近から都心部にかけて、夕方が青葉区昭和町交差点手前から台原にかけて車の列ができる。土日祝日には泉中央駅周辺が混雑し、ユアテックスタジアム仙台でベガルタ仙台の試合が行われる日には混雑に拍車が掛かる。当道の西側を走る宮城県道264号大衡仙台線の整備が2012年（平成24年）3月に完了しており、慢性的な渋滞に悩まされている地元自治体や住民からは、泉区や大和町方面への迂回路としての機能が期待されているが、開通直後に早くも朝夕の渋滞が報じられるなど、根本的な解決には至っていない。

### 路線データ
- 起点：宮城県仙台市青葉区本町（東二番丁定禅寺通交差点[注釈 1]、国道45号・国道48号・国道286号起点）
- 終点：宮城県仙台市泉区将監（将監トンネル入口北交差点、国道4号交点）

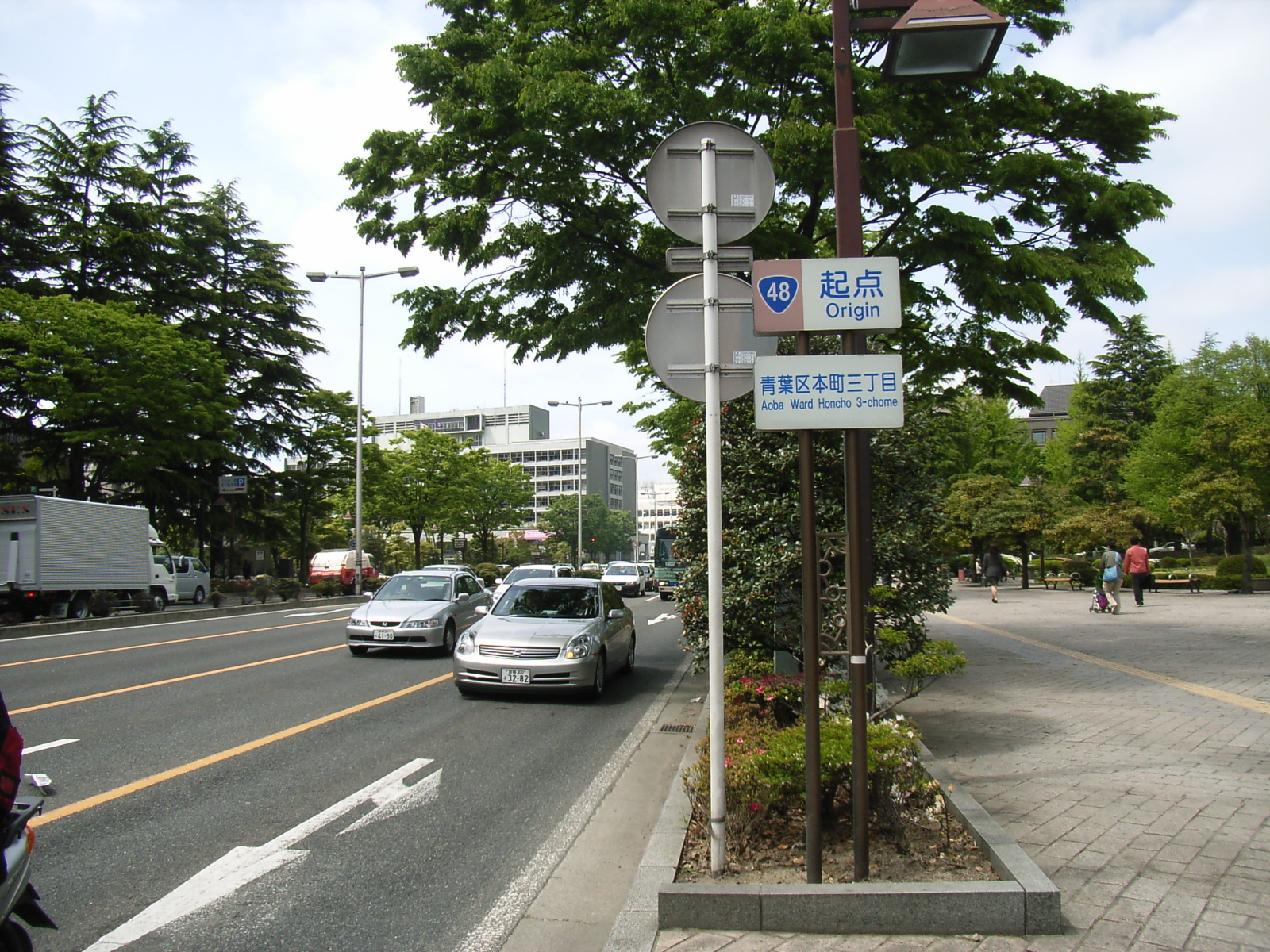
仙台市の中心にある県道仙台泉線起点（2005年5月、撮影当時は国道48号）

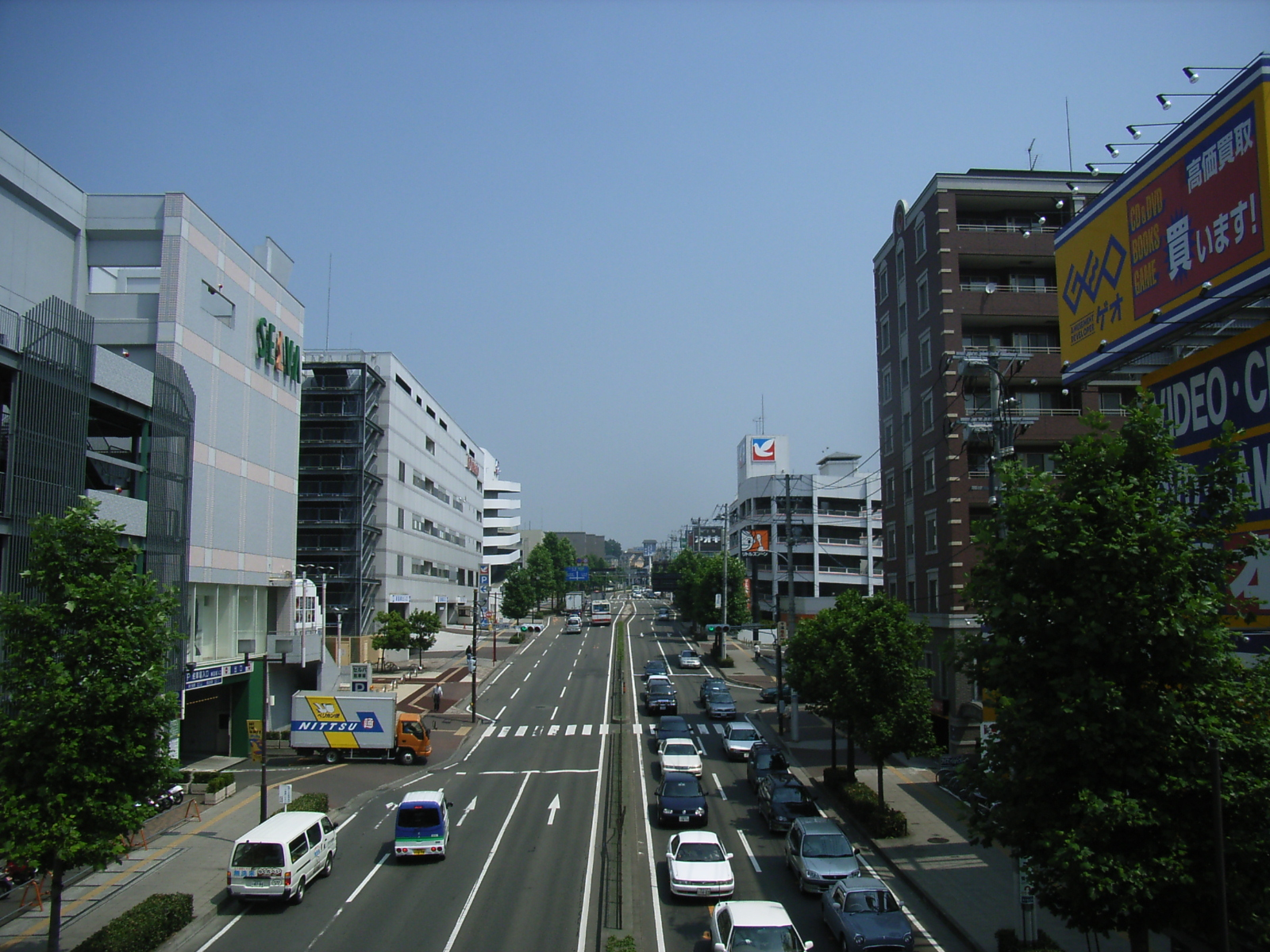
泉中央地区を通る仙台泉線。（2005年6月）
仙台方向（南）から将監トンネル方向（北）を望む

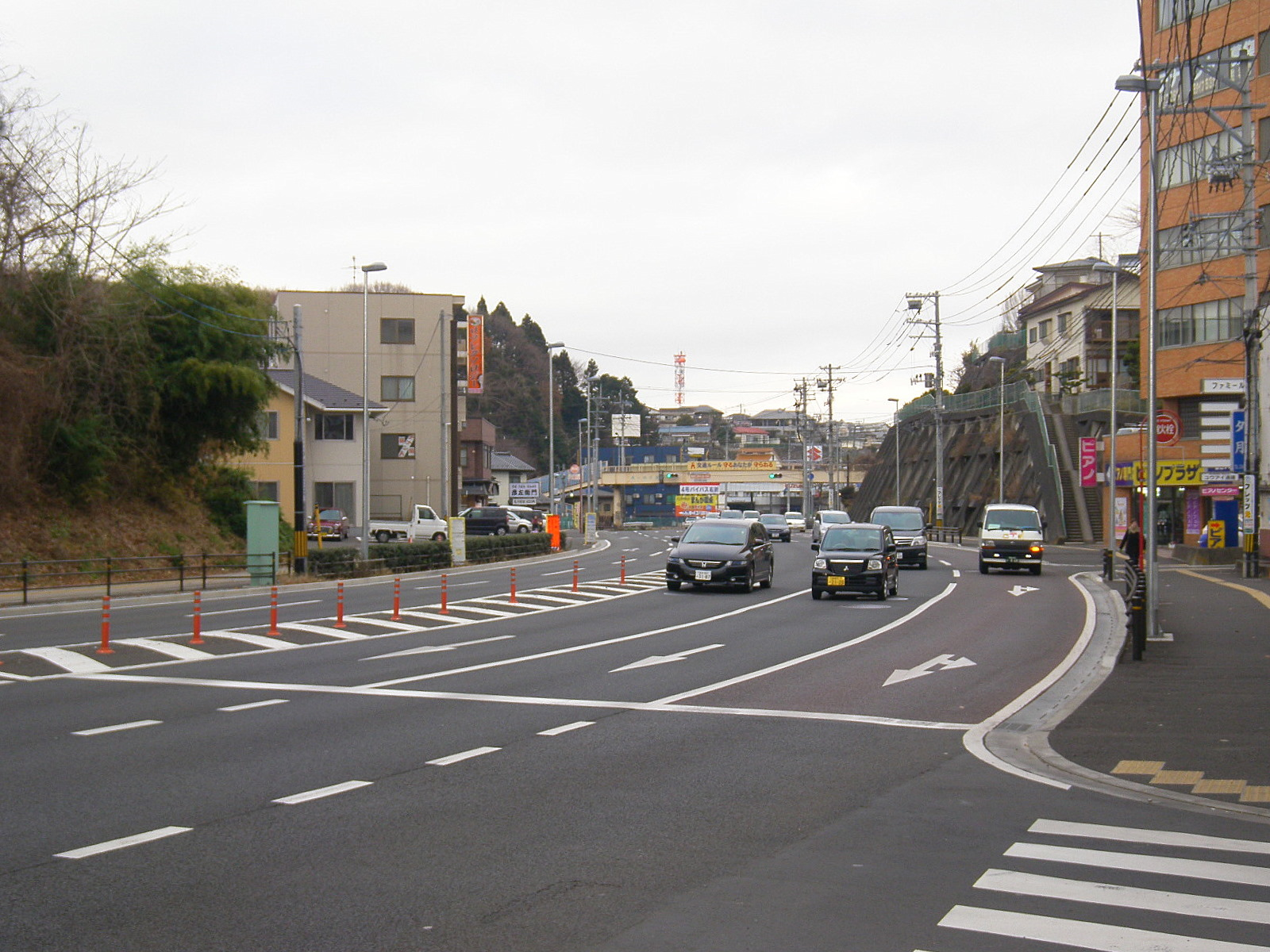
仙台川支流沿いの狭い谷底平野を抜ける旧奥州街道・陸羽街道の区間。川に沿って道も蛇行する（2008年12月）

- 距離：7,843.5 m[5]

## 沿革
当道は、奥州街道の仙台城の城下町より北の区間である松前道を起源とする。奥州街道は後に国道4号となるが、その交通需要増大に合わせて当道は整備されたものの、更なるバイパスとして仙台バイパスが供用されたため、国道4号の地位は同バイパスに譲った。
松前道（奥州街道）の道筋は、芭蕉の辻から国分町通 を北進し、北四番丁通との交差点より北で青葉神社通 と名を変えつつ更に北進。青葉神社門前で東に折れて市道堤町青葉町線 となって北仙台に至り、JR仙山線を陸羽街道踏切で越え、梅田川を橋で越えて堤町に入る。台原段丘を越えて西友台原店（旧エンドーチェーン台原店）の前の交差点に至ると、これ以降は現在の県道仙台泉線と同じ道筋となる。しかし、八乙女駅の南西側にある杉ノ田交差点（北緯38度18分45.5秒 東経140度52分58.5秒 / 北緯38.312639度 東経140.882917度）から北では市道七北田幹線1号線 が松前道であり、旧七北田宿（ななきた）がある富谷丘陵から出る樹枝状丘陵を越えて要害川沿いの山の寺門前に至り、泉交差点で仙台バイパスと合流する（北緯38度19分47.3秒 東経140度53分31.7秒 / 北緯38.329806度 東経140.892139度）。
この松前道（奥州街道）が、明治維新後に陸羽街道、国道6号と名称を変え、1920年（大正9年）に国道4号となる。1922年（大正11年）には仙台軌道（仙台鉄道）が通町駅 - 八乙女駅間で開通して国道4号とほぼ並走する公共交通機関が現れた。1937年（昭和12年）に仙台市電・北仙台線が北仙台駅まで開業するのに伴い、勾当台通が拡幅の上で北四番丁から北仙台まで延伸した。戦後、1956年（昭和31年）に仙台鉄道が、1968年（昭和43年）に仙台市電・北仙台線が廃止になる一方で、高度経済成長期からは現道の道筋の整備が始まり、1980年代半ばまでに起点から八乙女の区間は現在のような幅員の道路になった。
1987年（昭和62年）に仙台市地下鉄南北線が当道と並走するように開通し、1988年（昭和63年）に泉市が仙台市と合併すると、八乙女以北が泉中央を通過する道筋に変更された。1991年（平成3年）の将監トンネル開通で泉中央と仙台バイパスとの接続がなされ、現在の道筋が完成した。
なお、旧松前道（奥州街道）の道筋の内、当県道に指定されていない区間（市道の区間）は幅員が狭いままであるため幹線道路としての地位を失ってしまっているが、旧七北田宿を通る市道七北田幹線1号線は、郊外住宅地とバスターミナルを併設する八乙女駅との間を繋ぐ道として、路線バスが今でも多く通過する。

### 年表
- 1873年（明治6年）、奥州街道が陸羽街道に改称される。
- 1885年（明治18年）、陸羽街道が國道六號（東京ヨリ函館港ニ達スル路線）になる。
- 1920年（大正9年）、國道六號を國道四號（東京府より北海道庁所在地に達する路線）に再指定。
- 1973年（昭和48年）、北仙台駅前 - 八乙女（七北田橋南側）まで、中央線変移規制（リバーシブルレーン）が開始される。当初は3車線で行われ、仙台方向を午前2車線、午後1車線としていた。
- 1975年（昭和50年）4月1日、国道4号から降格され、一般県道231号として路線認定された。[11]これは、1974年（昭和49年）度に国道4号仙台バイパスが、苦竹ICの立体交差完成により全線（26.6 km）を4車線で供用開始したことによる措置。
- 1976年（昭和51年）4月1日 - 県道仙台泉線（仙台市～泉市）が、仙台泉線として建設省（現・国土交通省）から主要地方道の指定を受ける。[12]
- 1982年（昭和57年）3月、梅田橋開通。[要出典]
- 1983年（昭和58年）、かむり大橋開通（北緯38度19分3.9秒 東経140度52分58.9秒。現在は当道の区間内だが、当時は未指定）[要出典]
- 1985年（昭和60年）12月、仙山線ガードから泉市役所間の当道は愛宕上杉通と同様に都市計画道路3.3.28元寺小路七北田線として供用開始され[13]、5車線に拡幅された。これにより、仙台方向午前3車線、午後2車線とした。
- 1989年（平成元年）4月1日 - 仙台市が政令指定都市に移行。当道の管理が宮城県から仙台市に移管。
- 1991年（平成3年）、将監トンネル開通[10]（北端～南端）
- 1993年（平成5年）
  - 5月11日 - 建設省から、県道仙台泉線が仙台泉線として主要地方道に指定される[14]。
  - 10月19日 - 県道番号が決定[15]され、従前の主要地方道40号[16]から、県道22号に変更される。（12月1日より施行）
- 1995年（平成7年）頃に仙台方向3車線、泉方向2車線で固定して、中央線変移規制を廃止した。[要出典]
- 1990年代後半に、当道の勾当台通の区間が5車線から4車線に車線減少工事が施された。[要出典]
- 1999年（平成11年）、将監トンネル連絡橋が供用開始（北端～南端）。
- 2016年（平成28年）4月1日 - 国道48号の国から仙台市への移管に伴い、起点が青葉区本町に変更[17]。

## 路線状況

### 別名
- 奥州街道・陸羽街道（仙台市：台原2丁目交差点付近から、杉ノ田交差点まで）
- 勾当台通（仙台市青葉区、泉区）
- 泉中央通り（仙台市泉区）

### 交通量
2021年度（令和3年度道路交通センサスより）
平日24時間交通量推計量（台）
- 仙台市青葉区二日町 - 37,869
- 仙台市青葉区上杉二丁目 - 32,055
- 仙台市青葉区台原二丁目 - 38,019
- 仙台市泉区泉中央一丁目 - 36,240
- 仙台市泉区泉中央四丁目 - 34,470

## 地理

### 通過する自治体
- 仙台市（青葉区-泉区）

### 交差する道路
- 国道45号、国道48号、国道286号、定禅寺通（東二番丁定禅寺通交差点）
- 宮城県道31号仙台村田線（二日町交差点）
- 宮城県道136号北仙台停車場線（青葉区昭和町北仙台駅入口交差点）
- 愛宕上杉通（青葉区昭和町交差点）
- 宮城県道37号仙台北環状線（泉区八乙女交差点）
- 宮城県道35号泉塩釜線（泉区泉中央）
- 国道4号（泉区将監トンネル入口）

### 沿線の施設など
- 仙台市地下鉄南北線
  - 勾当台公園駅
  - 北四番丁駅
  - 八乙女駅
  - 泉中央駅
- 勾当台公園
- 仙台市役所
- 宮城県庁
- 仙台市青葉区役所
- 青葉消防署
- 宮城県仙台合同庁舎
- 仙台北警察署
- 仙台銀行 台原支店
- 仙台北郵便局
- 仙台文学館
- ユアテックスタジアム仙台
- セルバ
- 仙台市泉区役所
- 仙台市立将監東中学校
- 泉消防署

## 交差する道路（泉中央通り）
| 交差する道路                                  | 交差する道路                                           | 交差点など   | 路線番号             | 道路愛称   |
| 西方向                                        | 東方向                                                 | 交差点など   | 路線番号             | 道路愛称   |
| --------------------------------------------- | ------------------------------------------------------ | ------------ | -------------------- | ---------- |
| 市道泉20号七北田西成田線                      |                                                        |              |                      |            |
| 国道4号（仙台バイパス）・国道47号             | 国道4号（仙台バイパス）・国道47号                      |              | 宮城県道22号仙台泉線 | 泉中央通り |
|                                               |                                                        | 将監トンネル | 宮城県道22号仙台泉線 | 泉中央通り |
| 市道泉3193号泉中央54号線                      | 市道泉3436号泉中央92号線                               |              | 宮城県道22号仙台泉線 | 泉中央通り |
| 市道泉3004号泉中央幹線2号線                   | 市道泉3004号泉中央幹線2号線                            | 泉区役所前   | 宮城県道22号仙台泉線 | 泉中央通り |
| 市道泉3479号泉中央歩行者専用道路2号線         | 市道泉3416号泉中央72号線                               |              | 宮城県道22号仙台泉線 | 泉中央通り |
| 市道泉3502号泉中央歩行者専用道路3号線         | 市道泉3503号泉中央歩行者専用道路13号線＜すいせん通り＞ |              | 宮城県道22号仙台泉線 | 泉中央通り |
|                                               | 市道泉3414号泉中央70号線                               |              | 宮城県道22号仙台泉線 | 泉中央通り |
| 宮城県道35号泉塩釜線＜泉ケ岳通り＞            | 宮城県道35号泉塩釜線＜泉ケ岳通り＞                     | 泉中央       | 宮城県道22号仙台泉線 | 泉中央通り |
| 市道泉3164号泉中央25号線                      |                                                        |              | 宮城県道22号仙台泉線 | 泉中央通り |
|                                               | 市道泉3150号泉中央11号線                               |              | 宮城県道22号仙台泉線 | 泉中央通り |
| 七北田川                                      | 七北田川                                               | かむり大橋   | 宮城県道22号仙台泉線 | 泉中央通り |
| 市道泉4647号高柳2号線                         |                                                        |              | 宮城県道22号仙台泉線 | 泉中央通り |
| 高柳川                                        | 高柳川                                                 | 高柳1号橋    | 宮城県道22号仙台泉線 | 泉中央通り |
| 市道泉4102号上谷刈線                          | 市道泉4101号念仏線                                     |              | 宮城県道22号仙台泉線 | 泉中央通り |
| 宮城県道37号仙台北環状線                      | 宮城県道37号仙台北環状線                               | 八乙女       | 宮城県道22号仙台泉線 | 泉中央通り |
| 市道泉4621号みずほ台自転車歩行者専用道路1号線 |                                                        |              | 宮城県道22号仙台泉線 | 泉中央通り |
| 市道泉4017号みずほ台幹線1号線                 | 市道泉3018号七北田幹線1号線＜奥州街道＞                | 杉ノ田       | 宮城県道22号仙台泉線 | 泉中央通り |
| 宮城県道22号仙台泉線＜奥州街道＞              |                                                        |              |                      |            |